# Djævlestenen
Djævlestenen er en amerikansk stumfilm fra 1917 af Cecil B. DeMille.

## Medvirkende
- Geraldine Farrar som Marcia Manot
- Wallace Reid som Guy Sterling
- Hobart Bosworth som Robert Judson
- Tully Marshall som Silas Martin
- James Neill som Simpson
- Mabel Van Buren
- Lillian Leighton
- Gustav von Seyffertitz som Stephen Densmore
- Horace B. Carpenter
- Ernest Joy
- Burwell Hamrick
- Raymond Hatton
- Theodore Roberts